# Distretto di San Pedro de Casta
Il distretto di San Pedro de Casta è uno dei trentadue distretti della provincia di Huarochirí, in Perù. Si trova nella regione di Lima e si estende su una superficie di 79,91 chilometri quadrati.
Ha per capitale la città di San Pedro de Casta.